# Лісове (Вознесенський район)
Лі́сове — село в Україні, у Новомар'ївській сільській громаді Вознесенського району Миколаївської області. Населення становить 105 осіб. До 2018 року орган місцевого самоврядування — Миролюбівська сільська рада.
Біля села розташоване заповідне урочище «Лісове».

## Населення
Згідно з переписом УРСР 1989 року чисельність наявного населення села становила 130 осіб, з яких 61 чоловік та 69 жінок.
За переписом населення України 2001 року в селі мешкало 105 осіб.

### Мова
Розподіл населення за рідною мовою за даними перепису 2001 року:
| Мова       | Відсоток |
| ---------- | -------- |
| українська | 95,24 %  |
| молдовська | 4,76 %   |